# アローン・アゲイン〜ギルバート・オサリヴァン・スーパー・ベスト
『アローン・アゲイン〜ギルバート・オサリヴァン・スーパー・ベスト』、ないし、『アローン・アゲイン〜ギルバート・オサリバン・スーパー・ベスト』(Alone Again Gilbert O'Sullivan Super Best) は、イギリスのシンガーソングライターであるギルバート・オサリバンの日本独自編集のベスト・アルバム。『アローン・アゲイン～スーパーベスト』として言及されることもある。1995年6月1日に、アルバム『エヴリ・ソング・ハズ・イッツ・プレイ (Every Song Has Its Play)』の日本でのリリースと同日に、キティからCDがリリースされたが、既に廃盤になっている。

## 収録曲
1. アローン・アゲイン (Alone Again (Naturally))
2. ゲット・ダウン (Get Down)
3. ナッシング・ライムド (Nothing Rhymed)
4. クレア (Clair)
5. オー・ベイビー (Ooh, Baby)
6. 結婚の歌 (Matrimony)
7. ユー・アー・ユー (You Are You)
8. トゥモロウ・トゥデイ (Tomorrow Today)
9. ザッツ・ホェア・アイ・ビロング (That's Where I Belong)
10. わたしのお城 (A Woman's Place)
11. ぼくの友だち (A Friend of Mine)
12. フーディニ・セッド (Houdini Said)
13. ミス・マイ・ラヴ・トゥデイ (Miss My Love Today)
14. そよ風にキッス (What's in a Kiss?)
15. イン・マイ・ホール (In My Hole)
16. アー・ユー・ハッピー? (Are You Happy?)
17. アット・ザ・ヴェリー・メンション・オブ・ユア・ネーム (At The Very Mention Of Your Name)
18. オリバー・ツイストのように (Can't Get Enough Of You)
19. ザ・ベスト・ファン・アイ・エヴァー・ハド (The Best Fun I Ever Had)
20. アイル・ビリーヴ・イット・ホェン・アイ・シー・イット (I'll Believe It When I See It)
21. ハピネス (Happiness Is Me And You)